# (30439) Moe
(30439) Moe est un astéroïde de la ceinture principale.

## Description
(30439) Moe est un astéroïde de la ceinture principale. Il fut découvert le 21 juin 2000 à Reedy Creek par John Broughton. Il présente une orbite caractérisée par un demi-grand axe de 2,48 UA, une excentricité de 0,12 et une inclinaison de 6,2° par rapport à l'écliptique.

## Compléments